# Oldřich Pakosta
Oldřich Pakosta (* 1. prosince 1953, Litomyšl) je český archivář, historik, heraldik, sfragistik a entomolog.
Litomyšlský rodák, absolvent tamního gymnázia (1973), Střední ekonomické školy ve Svitavách (1976), dvouletého kurzu pro archivní pracovníky na Filozofické fakultě Univerzity Jana Evangelisty Purkyně v Brně (1984) a studia historie - archivnictví na Filozofické fakultě Masarykovy univerzity tamtéž (1992). V letech 1980 až 1983 studoval archivnictví mimořádnou formou studia (řádné studium při zaměstnání mu umožněno nebylo) na Filozofické fakultě Karlovy univerzity v Praze. Ve Státním okresním archivu Svitavy se sídlem v Litomyšli je zaměstnán od roku 1977, v letech 1987–1991 a 2000–2019 pak jako jeho ředitel. Je čestným občanem města Březové nad Svitavou, držitelem medaile Za zásluhy o české archivnictví a Plakety Rady města Litomyšle za zásluhy o rozvoj Litomyšle v oblasti historie a kultury a za práci v poradních orgánech města.

## Dílo
Publikuje práce z regionální historie a pomocných věd historických – zejména ze sfragistiky a heraldiky – se zaměřením na církevní a šlechtickou pečeť v českých zemích 14.–16. století. Zabývá se též sledováním hmyzích škůdců, zejména z řádu Coleoptera v archivních objektech, jejich vybavení i v samotném archivním materiálu. Výsledky své badatelské činnosti prezentoval v 25 publikacích a přibližně v 400 časopiseckých studiích a novinových článcích. Zájem o heraldiku a vexilologii – vedle publikačních aktivit – uplatňuje prakticky při zpracovávání návrhů komunální symboliky; pro města a obce, zejména okresů Svitavy a Chrudim, navrhl na padesát znaků a vlajek (praporů).

### Výběr
- Počátek episkopátu litomyšlského biskupa Jana IV. Železného a typologie jeho pečetí. Východočeský sborník historický 4, 1994, s. 57–66.
- Typologické srovnání pečetí arcibiskupů pražských, biskupů olomouckých, litomyšlských a vratislavských z let 1344 – 1421 s důrazem na ikonografii. Východočeský sborník historický 6, 1997, s. 139–164.
- Erbovní výzdoba arcibiskupských a biskupských pečetí v českých zemích za vlády Lucemburské dynastie. Vlastivědný sborník Ústí nad Orlicí 8, 1997, s. 34–46.
- Arcibiskupská a biskupská pečeť lucemburského období v Českých zemích z umělecko-historického hlediska. Vlastivědný sborník Ústí nad Orlicí 9, 1998, s. 82–94.
- Ptinus fur L. aneb der Diebskäfer. Příspěvek k výskytu hmyzích škůdců z řádu Coleoptera ve sfragistickém materiálu. Archivní časopis 48, 1998, s. 177–183.
- Entomologové Litomyšlska, Litomyšl 2001 (1. a 2., doplněné vydání).
- Biografický slovník archivářů svitavského okresu, Litomyšl 2002.
- Hmyzí škůdci v archivech, Litomyšl 2002.
- Pečeti litomyšlských biskupů. Litomyšl 2001 (1. vydání), Litomyšl 2003 (2., doplněné vydání).
- Visutá pečeť Kostků z Postupic, Litomyšl 2004.
- Kroužek akvaristů a přátel přírody v Litomyšli, Litomyšl 2004 (1. vydání), Litomyšl 2008 (2. doplněné vydání).
- Donský kozák Michail Fedorovič Frolov (1897–1930), Litomyšl 2009.
- Litomyšlský hřbitov u kostela sv. Anny. Hroby významných osobností a náhrobky umělecké hodnoty, Litomyšl 2010.
- Válečné pomníky a památníky, vojenské hroby a náhrobky v Litomyšli, Litomyšl 2013.
- Československý letec plukovník in memoriam Bedřich Dvořák (1912–1973), Litomyšl 2005 (1. a 2., doplněné vydání), Litomyšl 2015 (upravený reprint 2. vydání).
- Březová nad Svitavou. Symbolika města, Březová nad Svitavou 2016.
- Pruská okupace Litomyšle v roce 1866, Litomyšl 2016.
- Typologie pečetí litomyšlských sídelních biskupů, Litomyšl 2017.
- Litomyšl. Symbolika města a jeho historických částí, Litomyšl 2017.
- Březová nad Svitavou. Cechy a řemesla, Březová nad Svitavou 2018.
- Československý letec plukovník Václav Vlček (1895–1974), Litomyšl 2018.
- Československý letec a spisovatel Václav Kubec (1907–1989), Litomyšl 2018.
- Entomolog František Klapálek (1863–1919), Litomyšl 2019.
- Erb rytíře Karla Františka Edvarda Kořistky (1825–1906), Březová nad Svitavou 2019.
- Litomyšlský rodák podplukovník in memoriam MUDr. Miroslav Novák (1906-1944), Litomyšl 2019.
- Z historie litomyšlské atletiky. 100 let atletiky v Litomyšli. Sborník oddílu atletiky TJ Jiskra Litomyšl, edd. Jan Kubíček, Litomyšl 2022, s. 7–18.
- Nástin historie evangelické církve v Litomyšli a jejím okolí od české reformace do vydání Tolerančního patentu. Sto let sboru a kostela Českobratrské církve evangelické v Litomyšli. Sborník příspěvků, Litomyšl 2023, s. 4–22.
- Dva co nedoletěli. K životním osudům příslušníků Royal Air Force F/Sgt Františka Doležala a Sgt Josefa Sedláčka. Sborník prací východočeských archivů 18, Hradec Králové 2024, s. 181–192.